# Younousse Sèye
Younousse Sèye, née en 1940, est une artiste et actrice sénégalaise. Proche de Léopold Sédar Senghor, elle est considérée comme la première femme peintre du Sénégal. Bien que n'ayant reçu aucune formation formelle en art visuel ou en art dramatique, elle a connu une notoriété significative sur la scène artistique de Dakar après l'indépendance et est apparue comme actrice dans plusieurs films du réalisateur sénégalais Ousmane Sembène.

## Biographie
Younousse Sèye est née en 1940 à Saint-Louis, au Sénégal. Elle commence à peindre à l'adolescence, en autodidacte,. Elle apprend toutefois certaines techniques auprès de sa mère, qui est teinturière. Après des études de sténographie, elle se marie et s'installe à Dakar, où elle travaille comme secrétaire et s'occupe de sa jeune famille.
Sèye fait partie de la première génération d'artistes sénégalais après l'indépendance du pays de la France en 1960.
Elle participe en tant que membre du personnel d’accueil au premier Festival mondial des arts nègres à Dakar en 1966. Puis, en 1969, bien implantée dans le monde artistique de la région, elle participe au premier Festival culturel panafricain d'Alger, comme artiste cette fois. Elle y obtient une bourse de l'UNESCO pour une résidence dans le pays de son choix. Délaissant l'Europe, elle choisit d'étudier en Côte d'Ivoire. En 1972, à l'issue de sa résidence, elle présente une exposition personnelle à l'Hôtel Ivoire d'Abidjan,. Ses œuvres sont incluses dans l'exposition itinérante L'art sénégalais aujourd'hui, parrainée par le gouvernement, qui est présentée pour la première fois à Paris en 1974. Elle est ensuite invitée à participer au FESTAC 77.
En 2003, elle cofonde le collectif d'art à but non lucratif Le Collectif Artistes Plasticiens.
Sèye travaille avec des techniques mixtes, combinant la peinture à l'huile avec d’autres matières, notamment des cauris (coquillages). Elle est également connue pour ses sculptures sur marbre et cherche à créer un vocabulaire visuel panafricain, Son travail traite fréquemment de la question du genre, et elle défend longtemps la participation des femmes dans la société, poussant par exemple le président Senghor, à inclure des femmes dans son gouvernement.
Son œuvre incorpore des éléments de la Négritude et du panafricanisme. Elle participe aux premières expositions de l’école de Dakar, tout en maintenant une distance critique envers la création subventionnée par l’État.
Sa position en tant que femme artiste à succès dans le monde de l'art dakarois à cette époque était unique, et elle est décrite comme la première femme peintre du Sénégal. Au début de sa carrière, elle est souvent la seule femme à figurer dans les grandes expositions.
Younousse Sèye est également actrice, bien qu'elle n'ait pas reçu de formation formelle dans ce domaine non plus. Elle commence à jouer dans des films alors qu'elle est encore une jeune femme. Elle est surtout connue pour ses apparitions dans plusieurs films du réalisateur sénégalais Ousmane Sembène. Elle débute dans Mandabi, son premier film en langue wolof, en 1968. Elle interprète ensuite le rôle d'Aram dans Xala en 1974, film qui bénéficie d'une importante reconnaissance internationale,. Des décennies plus tard, en 2000, elle collabore à nouveau avec Ousmane Sembène, jouant le rôle principal dans Faat Kiné sous le nom de scène de Venus Seye,.